# Bismut
Bismut oder Wismut (historisch auch Wismuth) ist ein chemisches Element mit dem Elementsymbol Bi und der Ordnungszahl 83. Im Periodensystem steht es in der 5. Hauptgruppe oder Stickstoffgruppe.
Bismut ist ein hellgraues, weiches, eher sprödes sowie ungiftiges Schwermetall. Es wird vor allem für Legierungen benutzt.
Es ist kein stabiles, d. h. nicht radioaktives Isotop von Bismut bekannt. Die äußerst geringe Radioaktivität des natürlich vorkommenden 209Bi ist für den praktischen Gebrauch ohne Bedeutung. Die extrem lange Halbwertszeit konnte erst 2003 nachgewiesen werden, da vorher die dazu nötigen hochempfindlichen Methoden zur Messung nicht verfügbar waren; noch in den 1990er Jahren galt 209Bi als das schwerste stabile Nuklid.

## Geschichte
Als eigenes Element wurde Bismut nach der Mitte des 18. Jahrhunderts durch die Chemiker Claude François Geoffroy, Johann Heinrich Pott, Carl Wilhelm Scheele und Torbern Olof Bergman nachgewiesen. Zuvor wurde es oft als Abart von Blei, Zinn, Antimon und anderen Metallen oder Mineralien betrachtet. In der Schrift Ein nützlich Bergbüchlin (ca. 1527) wird das Erz von Bismut (wißmad ärcz) als Begleiter von Silbererz erwähnt. Später im 16. Jahrhundert versuchte Georgius Agricola eine genauere Unterscheidung.
Der Name des Metalls, der im Deutschen 1390 als wesemut und lat. 1450 als wismutum, 1530 als bisemutum erscheint, kann auf die in einer arabischen Dioskurides-Übersetzung des 9. Jahrhunderts belegte Form b[i]sīmūtīyūn zurückgeführt werden, die selbst wohl eine Transliteration von altgriechisch ψιμύθιον psimýthion ‚Bleiweiß‘ darstellt. Auch die Entstehung aus arabisch إثمد iṯmid ‚Antimon‘ wurde angenommen; oft wird außerdem auf die angeblich erste Mutung in der Zeche St. Georgen in der Wiesen bei Schneeberg im Erzgebirge im 15. Jahrhundert verwiesen – oder auf die Variante wis(se)mat, die ‚weiße Masse‘ bedeuten soll.
Das chemische Symbol Bi schlug J. J. Berzelius im Jahr 1814 vor.

## Vorkommen

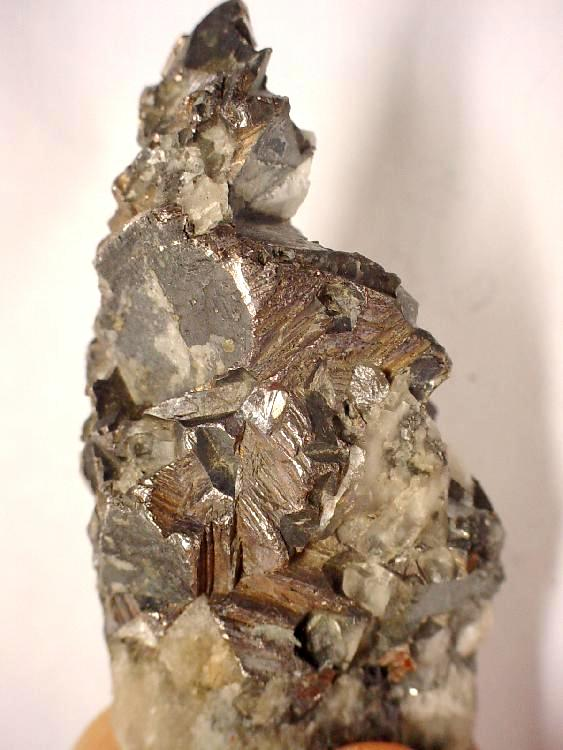
Bismut, gediegen. Fundort: eine Cobalt-Lagerstätte der Region Cobalt-Gowganda, Ontario, Kanada

Bismut tritt in der Natur gediegen, das heißt in elementarer Form auf und ist von der International Mineralogical Association (IMA) als Mineral anerkannt. Die von der IMA verwendete 9. Auflage der Systematik der Minerale nach Karl Hugo Strunz führt das Bismut zusammen mit Antimon, Arsen und Stibarsen in der Unterabteilung der Arsengruppen-Elemente unter der System-Nr. 1.CA.05 (veraltete 8. Auflage: I/B.01-40). Bei der vorwiegend im englischen Sprachraum gebräuchlichen Systematik der Minerale nach Dana gehört Bismut zur „Arsengruppe“ mit der System-Nr. 01.03.01.

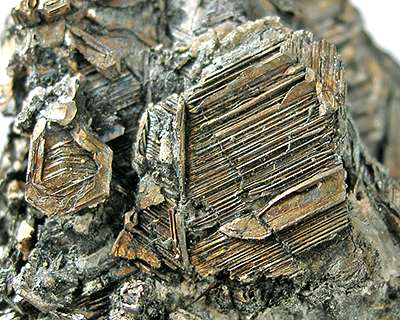
Federwismut aus der Pöhla-Tellerhäuser Mine, Landkreis Schwarzenberg, Erzgebirge, Sachsen (Gesamtgröße der Probe: 6,8 cm × 4,5 cm × 3,1 cm)

Gediegenes Bismut bildet sich in Hydrothermal-Gängen von Pegmatiten und topashaltigen Zinn-Wolfram-Quarzadern und meist zusammen mit verschiedenen Kupfer-, Nickel-, Silber und Zinnerzen. Bismut entwickelt nur selten gut ausgebildete Kristallformen, die aber eine Größe von bis zu 12 Zentimetern erreichen können. Üblicherweise findet es sich in Form dendritischer, blätteriger oder körniger Aggregate, aber auch als polysynthetische Zwillinge mit paralleler Streifung („Federwismut“) oder trichterförmig ins Kristallzentrum eingezogenen Seitenflächen.
Bisher (Stand: 2011) gelten rund 1400 Fundorte für gediegenes Bismut als bekannt. Die Fundstätten liegen vor allem in Australien, Bolivien, China, Kanada, Mexiko, Peru und Spanien, historisch in Bieber im Spessart und im Erzgebirge, wo Bismut sowohl in reiner Form als auch als Sulfid (z. B. Bismuthinit), Selenid (z. B. Guanajuatit) und Oxid (z. B. Bismit) gefunden wird. Außerdem kommt Bismut, ebenso wie Antimon und Arsen, gelegentlich als Doppelsulfid vor: Galenobismutit (PbBi2S4), Lillianit (Pb3Bi2S6), Matildit (Silberwismutglanz, AgBiS2), Emplektit (Kupferwismutglanz, CuBiS2) und Wittichenit (Cu6Bi2S6). Bekannt ist auch noch ein Tellur-Sulfid in Form von Tetradymit (Bi2Te2S) und ein Silikat namens Eulytin (Bi4(SiO4)3).
Insgesamt sind einschließlich gediegenem Bismut mehr als 560 Minerale bekannt, die Bismut enthalten (Stand 2022).
| Land                | 2019          | 2020          |
| Land                | (Tonnen/Jahr) | (Tonnen/Jahr) |
| ------------------- | ------------- | ------------- |
| Volksrepublik China | 16.000        | 16.000        |
| Mexiko              | 300           | 10            |
| Kanada              | 25            | 35            |
| Kasachstan          | 270           | 230           |
| Bolivien            | 15            | 30            |
| Bulgarien           | 50            | 50            |
| Südkorea            | 930           | 970           |
| Japan               | 540           | 570           |
| Laos                | 3.000         | 1.000         |

## Gewinnung und Darstellung
Zur Gewinnung von Bismut kann man von oxidischen oder sulfidischen Erzen ausgehen.
Oxidische Erze werden in Flammöfen mit Kohle zu Bismut reduziert:
{\displaystyle {\ce {2Bi2O3 + 3C -> 3CO2 + 4Bi}}}
Sulfidische Bismuterze können entweder mit Eisen nach dem Niederschlagsverfahren reduziert werden:
{\displaystyle {\ce {Bi2S3 + 3Fe -> 3FeS + 2Bi}}}
Oder die sulfidischen Erze werden zunächst in die Oxide umgewandelt und anschließend mit Kohle reduziert (Röstreduktionsverfahren):
{\displaystyle {\ce {2Bi2S3 + 9O2 -> 6SO2 + 2Bi2O3}}}
{\displaystyle {\ce {2Bi2O3 + 3C -> 3CO2 + 4Bi}}}
Das Rohbismut wird anschließend durch oxidierendes Schmelzen von anderen Elementen (Antimon, Arsen, Blei, Eisen und Schwefel) befreit. Kupfer wird durch Schmelzen mit Natriumsulfid beseitigt, Gold und Silber durch Extraktion des geschmolzenen Bismuts mit Zinn.

## Eigenschaften

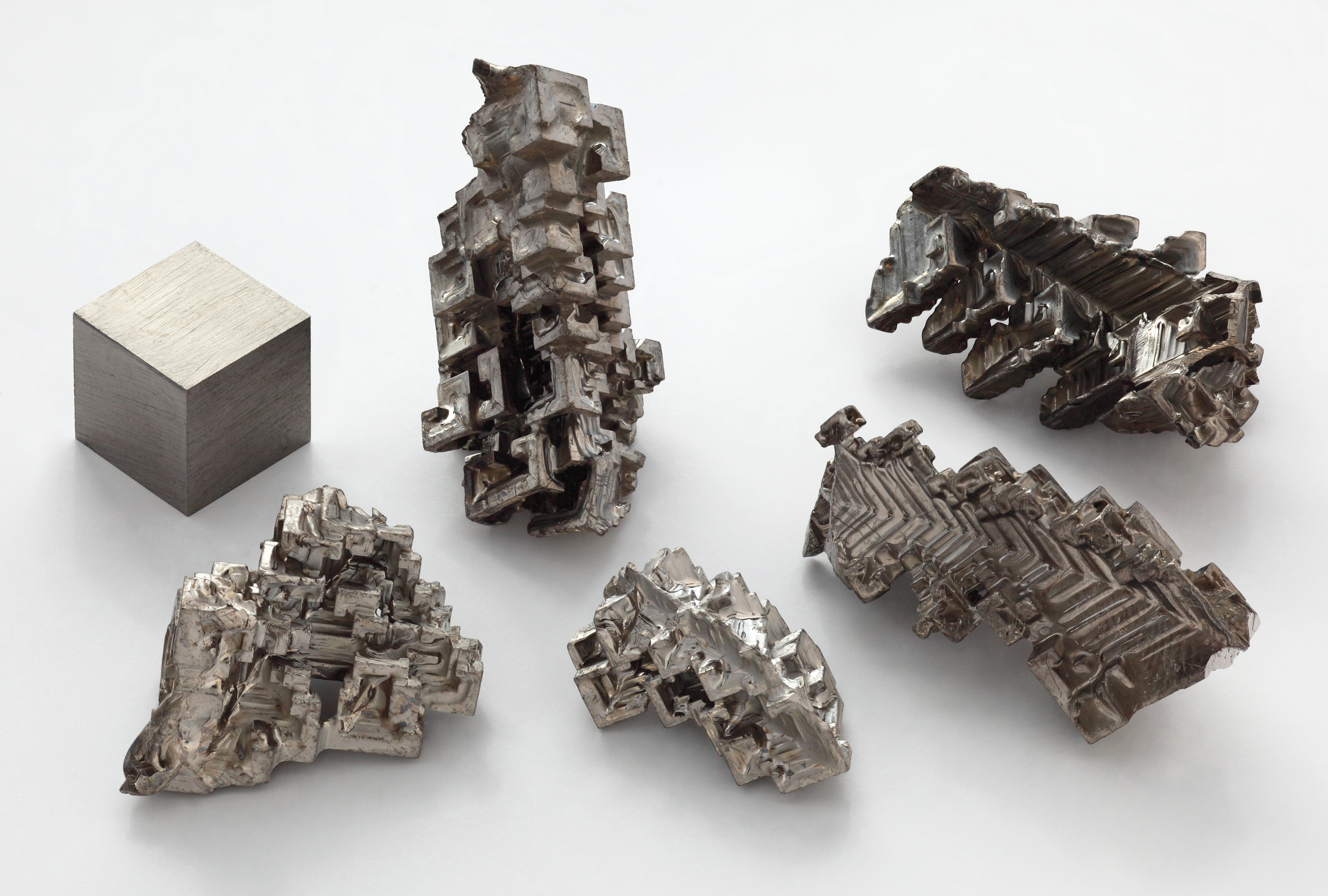
Bismutkristalle ohne die typische bunte Oxidationsschicht.

### Physikalische Eigenschaften
Bismut ist ein silberweißes, sprödes und grobkristallines Metall bzw. Halbmetall mit einem Stich ins Rosa. Es hat eine rhomboedrische Kristallstruktur mit sehr dicht gepackten Doppelschichten. Der kürzeste Abstand zwischen zwei Doppelschichten beträgt 352,9 pm, was nur um 15 % größer als der kleinste Abstand zweier Atome innerhalb einer Doppelschicht ist. Bismut-Einkristalle zeigen eine ausgeprägte Spaltbarkeit parallel zu diesen Doppelschichten.
Bismut hat den stärksten Hall-Effekt aller metallähnlichen Elemente und als Halbmetall in reiner Form eine schlechte elektrische Leitfähigkeit. Es zeigt – abgesehen von Supraleitern und pyrolytischem Graphit – darüber hinaus die stärkste diamagnetische Eigenschaft, aus einem von außen angelegten Magnetfeld wird es hinausgedrückt. Der Schubnikow-de-Haas-Effekt (Oszillationen des elektrischen Widerstands in einem äußeren Magnetfeld) wurde erstmals an Bismut-Kristallen beobachtet und gemessen. Vor der Entwicklung von Hallsensoren und Feldplatten verwendete man zur Messung von Magnetfeldern die sogenannte Wismutspirale, eine Spule mit aufgewickeltem dünnem isoliertem Wismutdraht. Die Widerstandsänderung der Spule unter dem Einfluss eines sich ändernden Magnetfeldes war sicher sehr gering im Vergleich mit heutigen Sensoren.
In reinen Bismut-Einkristallen wurde Supraleitung bei Temperaturen unterhalb der extrem niedrigen Sprungtemperatur von 0,53 mK beobachtet. Bismut ist damit das supraleitende Material mit der geringsten Ladungsträgerdichte.

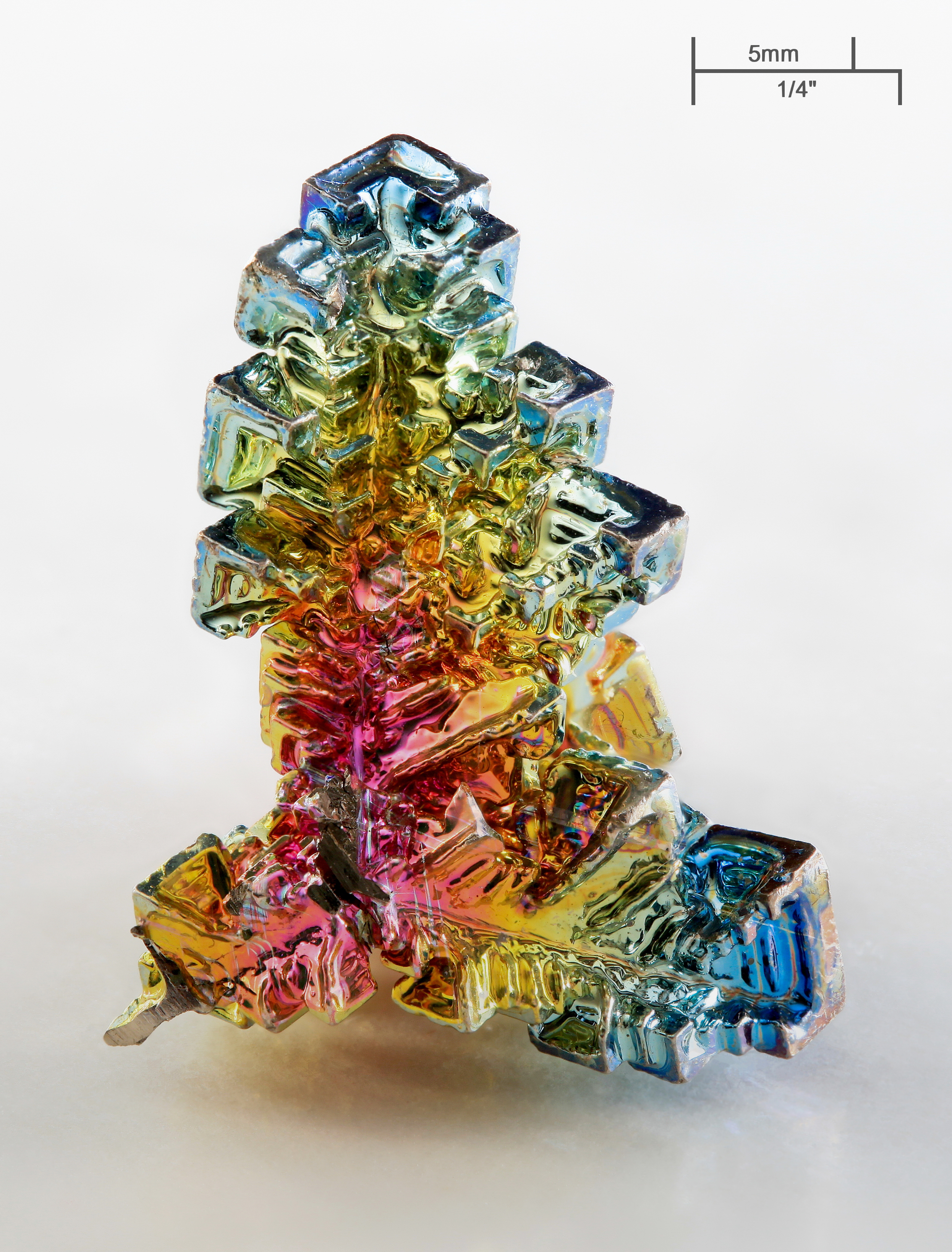
Bismutkristall mit Anlauffarben

Von Bismut sind zwei Modifikationen bekannt: Das bei Zimmertemperatur gewöhnliche Bismut bildet unter hohen Drücken (ab 9 GPa) eine kubisch-raumzentrierte Kristallstruktur.
Flüssiges Bismut dehnt sich als einer von wenigen Stoffen beim Erstarren aus (Dichteanomalie). Dieses Phänomen ist auch bei Gallium, Germanium, Plutonium, Silicium, Tellur und Wasser zu beobachten. Es beruht bei Bismut darauf, dass beim Schmelzen (und Erstarren) ein doppelter Phasenübergang stattfindet: einmal der Phasenübergang 1. Ordnung von fest nach flüssig (normalerweise mit kleiner Abnahme der Dichte) und zusätzlich ein Phasenübergang 1. Ordnung von Halbmetall nach Metall mit erheblicher Dichtezunahme, wodurch sich auch die ungewöhnlich große Schmelzentropie von 21,1 J/(K·mol) und die sprunghaft erhöhte elektrische Leitfähigkeit der Schmelze des Bismuts erklären.

### Chemische Eigenschaften
Bismut ist bei Normaltemperatur an trockener Luft beständig. An feuchter Luft jedoch bildet sich an der Oberfläche eine Oxidschicht. Des Weiteren ist Bismut gegen Wasser und nichtoxidierende Säuren (Salzsäure und verdünnte Schwefelsäure) resistent. In oxidierenden Säuren (Salpetersäure oder heiße konzentrierte Schwefelsäure) wird Bismut unter Bildung von Bismutsalzen (BiX3) gelöst. In Pulverform ist es ein entzündbarer Feststoff, kann durch kurzzeitige Einwirkung einer Zündquelle leicht entzündet werden und brennt nach deren Entfernung weiter. Die Entzündungsgefahr ist umso größer, je feiner der Stoff verteilt ist. Das Metall in kompakter Form ist nicht brennbar.
Bei Rotglut verbrennt Bismut mit bläulicher Flamme zu einem braun-gelben Rauch – Bismut(III)-oxid (Bi2O3).
Unter Hitze verbindet sich Bismut mit den Halogenen sowie mit Schwefel, Selen und Tellur direkt. Mit Stickstoff und Phosphor reagiert Bismut nicht.

## Isotope
Natürliches Bismut besteht nur aus dem Isotop 209Bi. Im Jahr 2003 stellte man im Institut d’astrophysique spatiale in Orsay (Frankreich) fest, dass dieses bisher für stabil gehaltene Isotop ein Alpha-Strahler mit einer Halbwertszeit von (1,9 ± 0,2) · 1019 Jahren ist (etwa 19 Trillionen Jahre). Der sehr langsame Zerfall des 209Bi in 205Tl begründet sich einerseits durch die unmittelbare Nähe zum doppelt magischen 208Pb im Isotopenschema und der Tatsache, dass 209Bi selbst einfach magisch ist. Aus der langen Halbwertszeit ergibt sich eine Aktivität von 0,0033 Bq/kg (entsprechend einem einzelnen Kernzerfall pro fünf Minuten und Kilogramm). Zum Vergleich: Kalium, wie es auf Erden anzutreffen ist, hat aufgrund des Gehalts an 40K eine spezifische Aktivität von rund 30 Bq/g. Aus diesem Grund hat ein menschlicher Körper mit rund 70 Kilogramm Gewicht und einem physiologischen Gehalt von 140 Gramm Kalium eine 40K-Aktivität von etwa 4300 Becquerel oder rund 60 Bq/kg.
209Bi ist das vorletzte Glied der Neptunium-Reihe und außer 205Tl das einzige, das noch in nennenswertem Ausmaß natürlich vorkommt. Weil heute in Kernreaktoren auch die am Anfang der Neptunium-Reihe stehenden Nuklide erbrütet werden, nimmt die 209Bi-Menge auf der Erde mit der Zeit zu. Geringe Mengen 237Np (und folglich auch dessen Zerfallsprodukte) entstehen in Uranerzen durch (n,2n)-Reaktionen zwischen schnellen Neutronen und 238U gefolgt von Betazerfall. Im Naturreaktor Oklo wurden vor rund 2 Milliarden Jahren – ähnlich wie in heutigen Leichtwasserreaktoren – nennenswerte Mengen 237Np erzeugt, welche über die folgenden geologischen Zeiträume bis zu Bismut bzw. in deutlich geringerem Ausmaß bis zu Thallium zerfallen sind. Der Verbleib der Zerfallsprodukte in-situ bzw. die anhand Berechnungen ermittelbare fehlende Menge erlaubt Rückschlüsse über das Verhalten von Actinoiden und Spaltprodukten in der Umwelt über Jahrmillionen oder gar Jahrmilliarden und kann als Hinweis für die Konstruktion tiefengeologischer Endlager für vergleichbare anthropogene Substanzen herangezogen werden. Da Neptunium als besonders problematisch gilt, kommt daher der Ermittlung seines langfristigen Verhaltens besondere Bedeutung zu – diese wiederum ist am Beispiel Oklo nur anhand der Analyse des Zerfallsprodukts 209Bi möglich.

## Verwendung
Bismut findet Verwendung als Legierungsbestandteil niedrigschmelzender Legierungen, beispielsweise für das Woodsche Metall, das bereits bei 60 °C schmilzt, für Roses Metall mit einem Schmelzpunkt von 98 °C und für das bei 60 °C schmelzende Lipowitz’sche Metall.

### Technische Verwendung
Die Legierung Bismanol aus Bismut und Mangan ist ein starker Permanentmagnet.
In Beschichtungslegierungen (Heißtauchverzinnung) für Solarverbinder dient es als Ersatz für Blei.
Synthetische Bismut-Einkristalle mit Abmessungen von mehr als 20 Zentimeter und polykristalline Bismut-Platten werden als Neutronen-Filter für Materialuntersuchungen an Forschungsreaktoren benutzt.
Die chemische Verbindung Bismuttellurid pumpt in Peltier-Elementen Wärmeenergie.
Das Phasenwechselmaterial einiger DVD-RAM enthält Bismut, siehe Phasenwechseltechnologie.
Bismut wird von einigen Quellen als Legierungselement in Automatenstählen als Ersatz für Blei propagiert. Es soll die Zerspanbarkeit dieser Stähle verbessern ohne die negativen ökologischen Eigenschaften des Bleis. Aus Sicht der Stahlmetallurgie ist dies allerdings ungünstig, da Bismut sich metallurgisch quasi nicht entfernen lässt und dann als unerwünschtes Begleitelement in den aus Schrotten erzeugten Stählen auftaucht. In der Elektronik-Industrie wird eine Bismut-Zinn-Legierung als Ersatz (Stichwort RoHS) für bleihaltige Lote verwendet. Nachteilig ist, dass für Bismut-Zinn eigene Lötgeräte erforderlich sind. Die Kontamination mit Blei (z. B. Reparatur von Altgeräten) führt zu einem sehr niedrigen Schmelzpunkt, die Verwendung von Werkzeugen für Zinn-Silber-Legierungen dagegen zu hohen Temperaturen und Kontamination des Werkzeugs mit Bismut.
Bismutoxid wird für die Herstellung von optischen Gläsern sowie als Sinterhilfsmittel in der technischen Keramik verwendet. Außerdem findet es in Form von Bismutgermanat Anwendung als Szintillationsdetektor bei der Positronen-Emissions-Tomographie (PET).
Eine Blei-Bismut-Legierung wurde in der Sowjetunion als Kühlmittel für Kernreaktoren verwendet. Diese Legierung ist zwar wirksamer als eine herkömmliche Druckwasserkühlung, jedoch auch entsprechend schwieriger zu handhaben. Die Legierung erstarrt bei einer Temperatur von unter 125 °C und kann dann große Reaktorschäden verursachen. Solche Reaktoren wurden unter anderem auf Atom-U-Booten eingesetzt (z. B. U-Boot der Alfa-Klasse). Eine mit Protonen aus einem Teilchenbeschleuniger beschossene Blei-Bismut-Legierung dient im MYRRHA-Versuchsreaktor für Atommüllbehandlung (Belgien) gleichzeitig als Neutronenquelle und Kühlmittel. Im Vergleich zu reiner Flüssigblei-Kühlung ergibt sich durch das Eutektikum eine niedrigere Mindesttemperatur, jedoch entsteht durch Neutroneneinfang und Betazerfall aus 209Bi das extrem radiotoxische Polonium-210, welches durch die Vergiftung von Alexander Litwinenko traurige Berühmtheit erlangt hat. Obwohl 210Po ein Glied der „Radium-Reihe“ (Zerfall von 238U über 226Ra und 210Po zu stabilem 206Pb) ist, und damit natürlicherweise in Uranerzen sowie dessen Tailings vorkommt, ist inzwischen die Gewinnung mittels Transmutation die Hauptquelle von Polonium. Daher erfordert die Erzeugung von Polonium den Verbrauch von Bismut.
Bismut wird auch als ungiftiger Ersatz für Blei bei Schrotmunition für Schusswaffen verwendet, da Bismut eine ähnliche Masse im Vergleich zu Stahl- und Kupferschrot hat, jedoch ebenso weich ist wie Blei. Damit ist es für ältere Flinten ohne Stahlschrotbeschuss geeignet. Dies ist jedoch wenig verbreitet.
Im 16. Jahrhundert wurde in Süddeutschland und der Schweiz eine Maltechnik entwickelt, bei der Bismut als Beschichtung für kleinere dekorative Kästchen oder Schachteln, zum Teil auch für Altare aus Holz verwendet wurde. Diese Technik wird als Wismutmalerei bezeichnet.

### Verwendung in der chemischen Industrie
Bismutchloridoxid (BiOCl) wird als silberweißes Perlglanzpigment in Kosmetika verwendet.
Bismutvanadat ist als ein hochwetterstabiles grünstichiges Gelb-Pigment im Einsatz und findet z. B. in hochwertigen Lacken, Dispersionsfarben für den Fassadeneinsatz, Kunststoffen und Druckfarben Verwendung.
Außerdem wird Bismut als Katalysator in der chemischen Industrie verwendet.

### Medizinische Verwendung

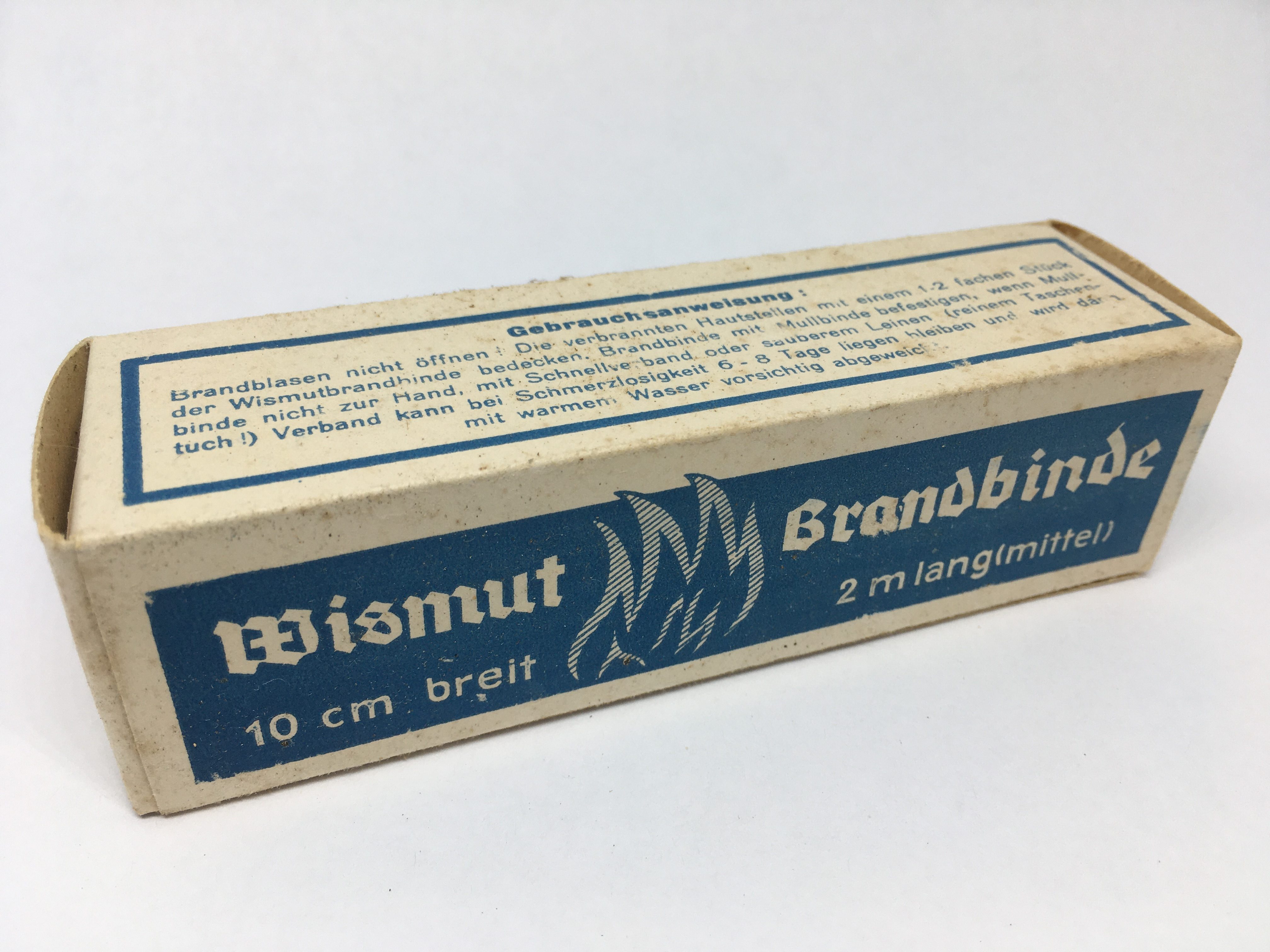
Wismut Brandbinde, auch Bardelebensche Brandbinde zur antiseptischen Wundbehandlung

Bismutverbindungen wie Dibismut-tris(tetraoxodialuminat), Bismutoxidnitrat (Bismutsubnitrat, basisches Bismutnitrat) und Bismutcitratkalium finden als Bestandteil einer antibiotischen Therapie gegen den Erreger Helicobacter pylori Verwendung, der in Magen und Duodenum Geschwüre verursachen kann (Eradikationstherapie). Die Anwendung erfolgt als sogenannte Quadrupel-Therapie (Kombinationstherapie aus einem Protonenpumpenhemmer und einer Bismut-Triple-Therapie [Bismut-Salz, Tetracyclin, Metronidazol]).
Bismutverbindungen werden daneben zum Teil noch bei Durchfällen als Adstringentien sowie geruchmildernd bei Mundgeruch und Flatulenz verwendet. Daneben werden einige Verbindungen (z. B. Bibrocathol) als Antiseptikum eingesetzt.
Außerdem findet Bismut diagnostisch bei der Positronen-Emissions-Tomographie Anwendung in Form von Bismutgermanat als Detektormaterial des Tomographiegeräts.
Historisch wurden Bismutverbindungen am Ende des 19. Jahrhunderts als Bestandteil von Wundpulvern (z. B. Dermatol) eingesetzt. Seit den 1920er Jahren fanden sie Verwendung als Mittel gegen die Syphilis. Es wurde jedoch vollständig durch moderne Antibiotika ersetzt.
Bismutsalze wurden zudem als Röntgenkontrastmittel zur Darstellung des Magen-Darm-Trakts (sog. Wismutmahlzeit) verwendet. Hier wurde Bismutsalz durch Bariumsulfat ersetzt.
Basisches Bismutgallat wird in einer Hautsalbenrezeptur nach Stolte verwendet, die Salbe kann für die Behandlung entzündlicher Hautstellen bei Säuglingen verwendet werden.

## Vergiftung
Eine Bismutvergiftung (Bismutismus) ist aufgrund der schlechten Resorption im Magen-Darm-Trakt selten. Sie ähnelt weitgehend einer Quecksilbervergiftung. Typisch sind das Auftreten eines schiefergrauen bis schwarzen Bismutsaums (Bismutsulfid-Ablagerung) an der Mundschleimhaut mit Ausbildung einer Mundschleimhautentzündung (Stomatitis) und Gingivitis (mit Zahnlockerung, -ausfall), Darmentzündungen (Enteritis) mit Durchfällen sowie Nierenschäden (Bismutnephropathie).

## Nachweis

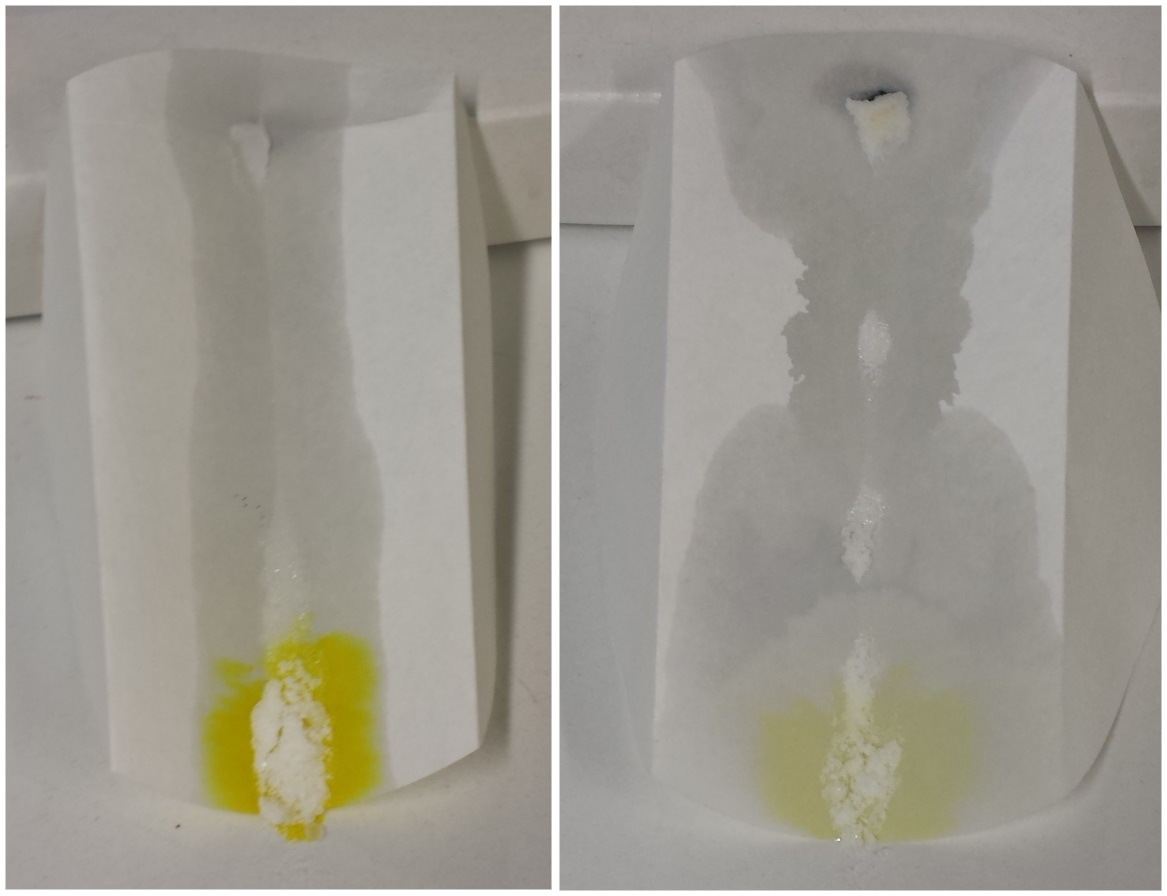
Die Bismutrutsche. Links eine Positivkontrolle mit Bismut(III)-chlorid, rechts eine Analysesubstanz. Im rechten Bild sind die einzelnen Salzhäufchen zur Maskierung von Störungen noch zu erkennen.

Der Nachweis von Bismut erfolgt durch die Bismutrutsche mit Thioharnstoff. Zur Fällung unerwünschter Störionen werden Natriumfluorid, Natriumchlorid und Kaliumnatriumtartrat verwendet:
- NaF zur Komplexierung von Fe3+ und Al3+
- NaCl zur Fällung von Ag+ und Hg22+
- Tartrat zur Komplexierung von Sb3+ und Sn2+

Bei Anwesenheit von Bi3+ bildet sich ein kristalliner, zitronengelber Thioharnstoff-Komplex, bei dem drei Thioharnstoff-Moleküle über den Schwefel mit dem Bismut assoziiert sind:
{\displaystyle {\ce {\rm {Bi^{3+}{+}3SCN2H4{->}[Bi(SCN2H4)3]^{3+}}}}} (Komplexbildungsreaktion).
Alternative Nachweisreaktionen:
- In einer Redoxreaktion mit Zinn(II)-Ionen als Reduktionsmittel fällt elementares Bismut schwarz aus.
- Mit Natriumiodidlösung: zunächst fällt schwarzes Bismut(III)-iodid aus, das sich dann im Iodidüberschuss als oranger Tetraiodobismutat-Komplex löst:

{\displaystyle {\ce {\rm {Bi^{3+}{+}4I^{-}{->}[BiI4]^{-}}}}} (Komplexbildungsreaktion).
- 1,3,4-Thiadiazol-2,5-dithiol ist als Komplexbildner ebenfalls zum Nachweis geeignet.[46]

## Gehaltbestimmung
Die Fähigkeit von Bismut(III), im Sauren sehr stabile Komplexe mit Ethylendiamintetraessigsäure (EDTA) zu bilden, wird zur Gehaltsbestimmung mittels komplexometrischer Titration genutzt. Als Indikator ist z. B. Xylenolorange geeignet.

## Verbindungen

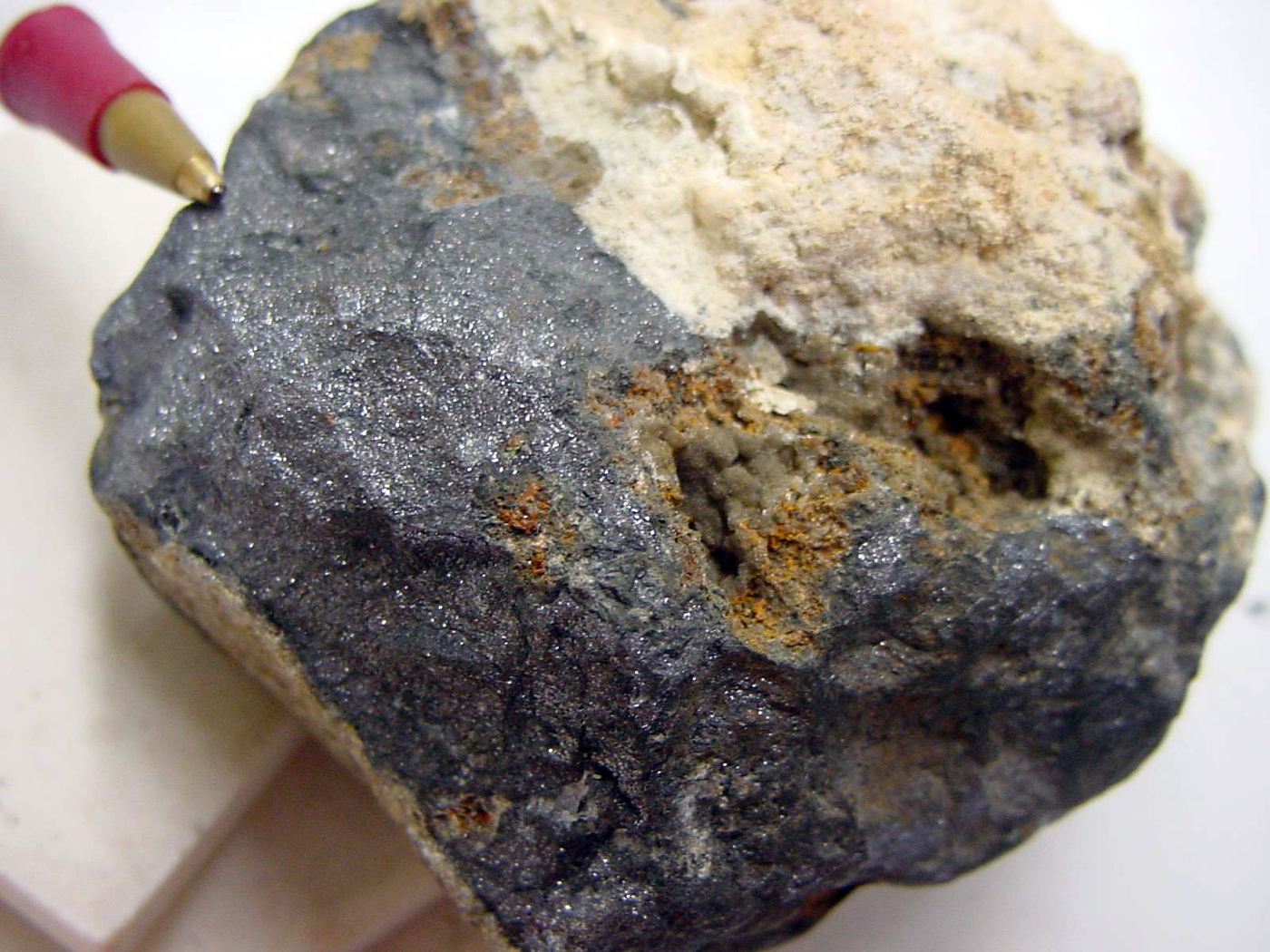
Bismit enthält Bismut(III)-oxid (Bi_{2}O_{3})

Bismut ist in erster Linie dreiwertig, doch gibt es auch ein- und fünfwertiges Bismut; Bismut(V)-oxid ist jedoch ein sehr starkes Oxidationsmittel, das sogar Mangan(II) zum Permanganat oxidiert. Außerdem bildet es polymere Kationen. An der Luft ist es beständig.
- Sauerstoffverbindungen
  - Bismut(III)-oxid (Bismit, auch genannt Bismutocker)
- Schwefelverbindungen
  - Bismut(III)-sulfid
- Wasserstoffverbindungen
  - Bismutwasserstoff (Bismutan)
- Halogenide und Nitrate
  - Fluoride: Bismut(III)-fluorid, Bismut(V)-fluorid, Bismutoxidfluorid
  - Chloride: Bismutsubchlorid, Bismut(III)-chlorid, Bismutchloridoxid
  - Bromide: Bismutsubbromid, Bismut(III)-bromid, Bismutoxidbromid
  - Iodide: Bismut(I)-iodid, Bismut(III)-iodid, Bismutoxidiodid
  - Nitrate: Bismutoxidnitrat (Bismutsubnitrat)
- Als Anion
  - Natriumbismutat(V)
- Basische Bismutcarboxylate/-phenolate
  - Bismutsubsalicylat, Bismutsubgallat, Bibrocathol